# 米尔塔·迪亚斯-巴拉特

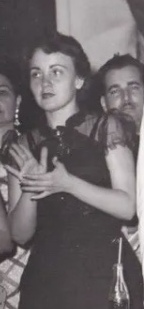
1953年的米尔塔·迪亚斯-巴拉特

米尔塔·弗朗西斯卡·德拉卡里达·迪亚斯-巴拉特·古铁雷斯（西班牙語：Mirta Francisca de la Caridad Díaz-Balart Gutiérrez；1928年9月30日—2024年7月6日）是古巴革命领袖菲德尔·卡斯特罗的第一任妻子（1948年—1955年）。她是拉法埃尔·何塞·迪亚斯-巴拉特（1959年古巴革命前，活跃于古巴政坛，曾任古巴运输部长和巴内斯市长）和亚美利加·古铁雷斯的女儿。她与菲德尔·卡斯特罗有一个儿子：菲德尔·卡斯特罗·迪亚斯-巴拉特。1956年，迪亚斯-巴拉特与埃米利奥·努涅斯·布兰科（前古巴驻联合国大使埃米利奥·努涅斯·波图翁多之子）结婚，后生有两个女儿（包括米尔塔·努涅斯）。2004年，她在西班牙马德里去世。